# وودبوري
وودبوري (بالإنجليزية: Woodbury, Kentucky)‏ هي مدينة تقع في مقاطعة بتلر، كنتاكي بولاية كنتاكي في وسط جنوب شرق الولايات المتحدة. تبلغ مساحة هذه المدينة 0.37 (كم²)، وترتفع عن سطح البحر 126 م، بلغ عدد سكانها 90 نسمة في عام 2010 حسب إحصاء مكتب تعداد الولايات المتحدة وتصل الكثافة السكانية فيها 245.9 نسمة/كم2.

## أعلام
- كلود س. بلوخ

## وصلات خارجية
- The US50 - Cities and Towns in Kentucky State